# Masters de Roma 2005
El Internazionali BNL d'Italia 2005 fue la edición del 2005 del torneo de tenis Masters de Roma. El torneo masculino fue un evento de los Masters Series 2005.  El torneo femenino fue un evento de la Tier I 2005. Se celebró desde el 2 de mayo hasta el 9 de mayo.

## Campeones

### Individuales Masculino
Rafael Nadal vence a  Guillermo Coria, 6–3, 3–6, 6–3, 4–6, 7–6(8–6)

### Individuales Femenino
Amélie Mauresmo vence a  Patty Schnyder, 2–6, 6–3, 6–4

### Dobles Masculino
Michaël Llodra /  Fabrice Santoro vencen a  Bob Bryan /  Mike Bryan, 6–4, 6–2

### Dobles Femenino
Cara Black /  Liezel Huber vencen a  Maria Kirilenko /  Anabel Medina Garrigues, 6–0, 4–6, 6–1